# Polverara

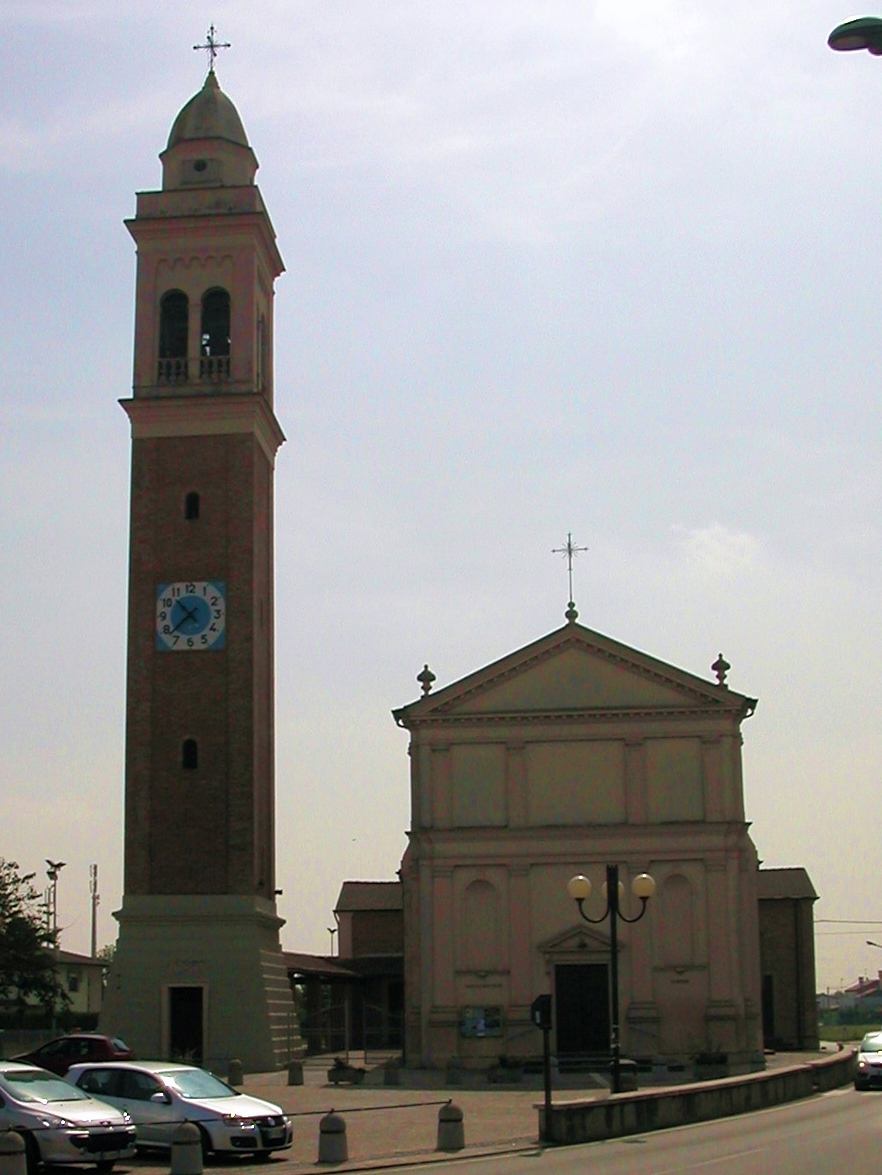
Parochialkirche von Polverara

Polverara ist eine nordostitalienische Gemeinde (comune) mit 3384 Einwohnern (Stand 31. Dezember 2023) in der Provinz Padua in Venetien. Die Gemeinde liegt etwa 14 Kilometer südöstlich von Padua.

## Geschichte
Erstmals urkundlich erwähnt wird die Gemeinde 1130 in einem Dokument des Bischofs von Padua.

## Gemeindepartnerschaft
Polverara unterhält eine Partnerschaft mit der spanischen Gemeinde Jimena in der Provinz Jaén.